# 23 mm ZU-23
Lo ZU-23 è un cannone antiaereo sovietico che impiega la munizione da 23x152mm a bossolo largo, con Vo di 970 m/sec e proiettile da 180gr, per un peso totale di ben 445gr (il modello da 23mm aereo ha un bossolo da 115mm stretto, Vo di 690ms e 300gr).
Fu immesso in servizio dai Russi negli anni '60 per sostituire le mitragliatrici da 14,5mm nel ruolo di difesa leggera antiaerea.
Impiegato da affusti binati pesanti appena 950 kg, con caricatori da 50 colpi, lo ZU-23 si è rivelato un'arma efficace entro i 2-2,5 km. Raffreddata ad aria, teneva una cadenza pratica di 200 colpi al minuto (4 caricatori). La versione per blindati è usata sullo ZSU-23-4 Shilka, con canna raffreddata a liquido per tenere una cadenza pratica di 400 colpi al minuto, in pratica un 50% di quella teorica.
Efficace e temuta, specie da elicotteri (come dimostrò l'invasione di Grenada), la ZU-23 è ancora oggi molto diffusa, anche su alcune tecniche.

## Utilizzatori
Venezuela
- Ejército Nacional de la República Bolivariana de Venezuela

300 complessi binati nella versione migliorata ZOM1-4, consegnati tra il 2011 ed il 2014 ed in servizio al settembre 2018.

## Curiosità
L'arma compare nel gioco Metal Gear Solid 3: Snake Eater e può essere utilizzata dal giocatore.